# Tetrarchie

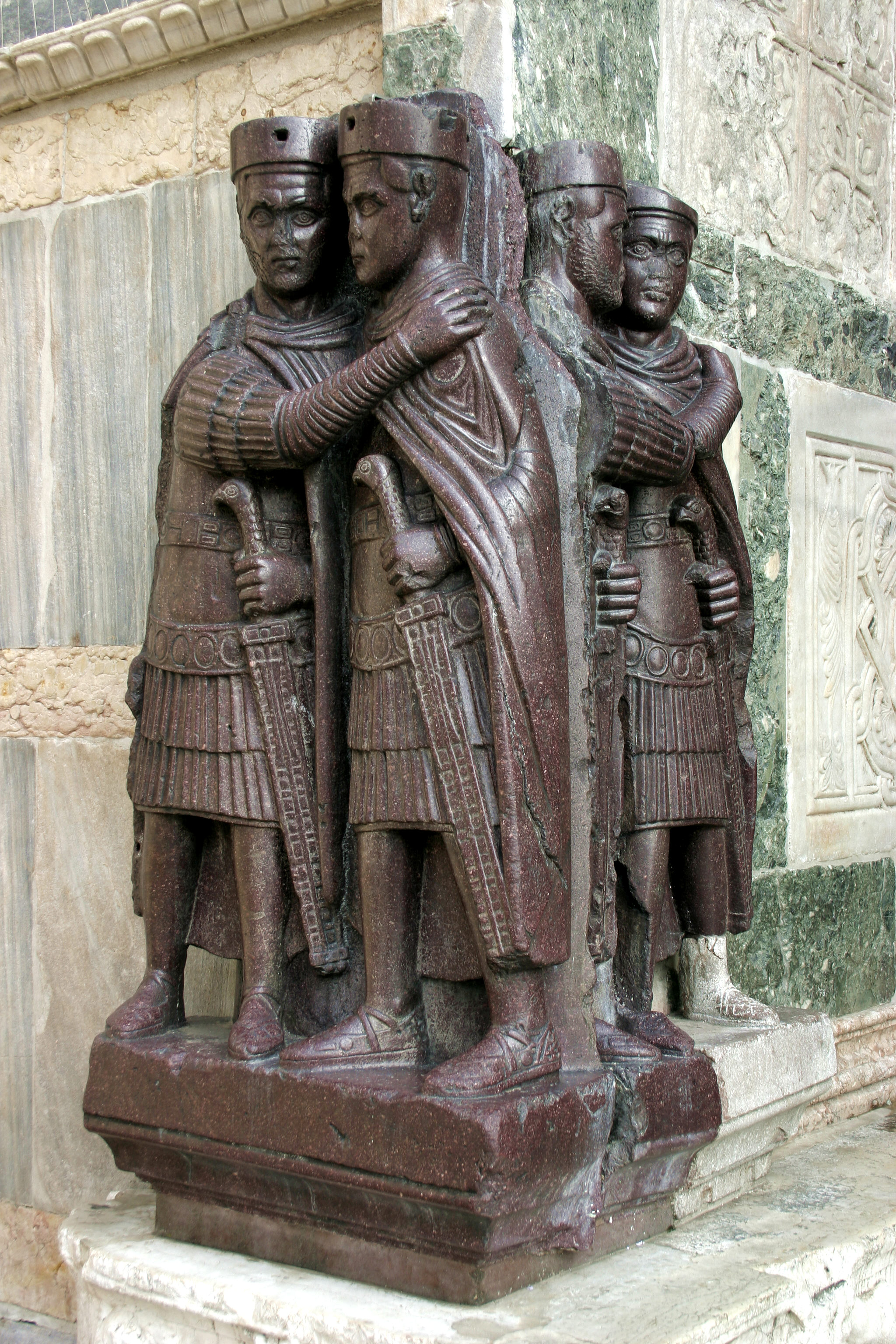
Die Vier Tetrarchen, eine Porphyrskulptur, die 1204 aus dem byzantinischen Philadelphion-Palast geplündert wurde, an einer Ecke des Markusplatzes in Venedig, neben der "Porta della Carta"

Die Tetrarchie (altgriechisch τετραρχία aus τετράς ‚Vierheit‘ und ἄρχειν ‚herrschen‘) ist eine Regierungsform, bei der ein Herrschaftsgebiet in vier Bereiche aufgeteilt ist, die jeweils einem Tetrarchen (Vierfürsten) unterstehen. Allgemeiner bezeichnete Tetrarchie einen Teil eines Stammes- oder Volksgebietes; dementsprechend war ein Tetrarch einem Ethnarchen untergeordnet bzw. der Herrscher über einen Teil eines Stammesgebietes.
Man unterscheidet die herodianische Tetrarchie, die thessalische Tetrarchie und (als die bekannteste) die von Kaiser Diokletian begründete römische Tetrarchie. Auch die drei Stämme der keltischen Galater in Kleinasien waren in Tetrarchien unterteilt.
Im makedonischen Heer Alexanders des Großen war eine Tetrarchie eine aus vier Lochoi zu je 16 Mann bestehende Reitereinheit. Der Anführer einer solchen Reitereinheit wurde Tetrarch (τετράρχης) genannt. Diese Einteilung wurde spätestens unter Philipp V. auch für Fußtruppen übernommen.